# باول لانج
باول لانج (بالألمانية: Paul Lange)‏ هو راكب الكنو ألماني، ولد في 6 فبراير 1931 في أوبرهاوزن في ألمانيا، وتوفي بنفس المكان في 15 مارس 2016.

## وصلات خارجية
- باول لانج على موقع اللجنة الأولمبية الدولية (الإنجليزية)
- باول لانج على موقع أوليمبيديا (الإنجليزية)